# Wesmaelius praenubilus
Wesmaelius praenubilus is een insect uit de familie van de bruine gaasvliegen (Hemerobiidae), die tot de orde netvleugeligen (Neuroptera) behoort. 
Wesmaelius praenubilus is voor het eerst wetenschappelijk beschreven door Fraser in 1951.